# Conde de Caetano Pinto
O título de Conde de Caetano Pinto foi criado por decreto de 18 de Dezembro de 1891 do rei D. Carlos I de Portugal a favor de Joaquim Caetano Pinto, primeiro e único visconde e conde de Caetano Pinto.